# ラグナス・ビシャシ
ラグナス・ビシャシ（LAGNUS BISHASI、もしくはRagnus）は、魔導物語およびぷよぷよシリーズの登場人物。
何者かの呪いにより10歳の幼い姿に変えられた勇者の青年で、経験値を貯めてレベルアップすると一時的に17歳の姿に戻ると設定されている。

## 劇中での扱い
初出である『ぷよぷよSUN』では、光の剣を持ち金色の鎧で身を包んだ姿で、使命感に溢れた熱血漢であると同時に、実力を伴わない勇者のパロディとして描かれている。
その後、逆輸入の形でSS版『魔導物語』で物語上の重要なキーキャラクターとして登場を果たし、
同作における彼は、魔導物語の世界の並行世界「ガイアース」の女神エルドラによって勇者に選ばれており、世界を破滅に導く邪神と戦い、実際に勝利するほどの実力を持つ。
『ぷよぷよ〜ん』では、GBC版以外では「とことんなぞぷよ」の出題キャラとしてのみの登場となっており、GBC版では特技「かたぷよドロップ」を持つ敵キャラとして登場する。
『ぷよぷよBOX』では、事務所を設けて職業勇者を営んでおり、魔物退治の依頼に応えるべく全国の町に「ラグナスポスト」を設置するも、自身が希望する内容とはかけ離れたくだらない内容の手紙ばかり投函されている。中には「森から聞こえる下手な歌声のせいで眠れません」という市民から救いを求める声が寄せられているにもかかわらず、勇者が出るような事件ではないと対応しようとしない。その一方で人望は厚く、キキーモラやおおかみおとこから慕われている。また「ごちゃまぜぷよぷよ」で「よ〜ん」スタイルの敵キャラとして登場する場合は特技「スライス」を持っており、「ごちゃまぜぷよぷよ」「ぷよぷよクエスト」共に『ぷよぷよBOX』の対戦画面においては、負けた時のグラフィックは10歳の幼い姿で描写されている。
セガ時代においては「ラグナス」名義で『ぷよぷよ!!クエスト』、『ぷよぷよクロニクル』、『ぷよぷよeスポーツ』および『ぷよぷよテトリス2』に登場している。
「呪いで幼い姿に変えられた勇者で、経験値を貯めてレベルアップすると一時的に本来の姿に戻る」という設定はコンパイル時代と同じだが、これらの作品においては少々生意気だが正義感が強く、勇敢で正直な人物として描かれている。
『クロニクル』では「RPGモード」か「スキルバトル」限定で使用可能であり、同作では青年姿のみが登場している。物語後半から3度にわたりアルル達と戦うことになるが、最終的には半ば強引な形で仲間に加わる。『クエスト』よりも生意気で負けず嫌いな性格が強調されており、アルルらに先制攻撃という名の不意打ちを食らわせるなど、勇者らしくない一面も見せる。
『eスポーツ』で初めてフィーバー以降のプレイアブルキャラクターとなる。同作での組ぷよパターンはシェゾと同じだが、キャラクタータイプは「こつこつジャブ攻撃タイプ」となっている。
『テトリス2』では2021年3月4日のアップデート第3弾よりプレイアブルキャラクターとして登場。

## 担当声優
- さかなやさん（コンパイル社員） - 『ぷよぷよSUN』、SS版『魔導物語』、GBC版『ぽけっとぷよぷよ〜ん』、『みんなでぷよぷよ』
- 三浦智子 - 『ぷよぷよ〜ん』
- 三木晶 - 『ぷよぷよ!!クエスト』、『ぷよぷよクロニクル』、『ぷよぷよテトリス2』

三木は2021年の電撃オンラインとのインタビューの中で、小学生の時に『す～ぱ～ぷよぷよ』で遊んだことはあるが、『ぷよぷよ!!クエスト』でラグナス役に選ばれた時がキャラクターとの出会いだと話している。また、演技に当たって意識している点について、「その[三木が3代目ラグナスであること]ため、“これまでとまったく別のラグナス”にするのではなく、前の方の演技を踏襲しつつ、フラットに『ぷよぷよ』でも『ぷよクエ』でも、今のラグナスが同じ1人のキャラクターとして成立するように心がけています。」と説明している。

## 広報展開
2018年にスイーツパラダイスとのコラボレーションで行われた「ぷよクエカフェ 2018」で提供されたメニューの一つに、ラグナスをモチーフとしたティラミスがある。

## 受容
セガサターン版『魔導物語』の人気投票では9位だった。
コンパイル時代に発行されていた ディスクステーション（BOOKタイプ）の人気投票は右表の通り。
また、『ぷよぷよ!!クエスト』以降の作品でラグナスを演じた三木によると、『ぷよぷよSUN』におけるラグナスは天然ボケでやんちゃな面がある一方、一部のファンからは「本当はもっとイケメンではないか」と思われているとされている。
| 回     | 対象号 | 結果 | 備考                                   | 注     |
| ------ | ------ | ---- | -------------------------------------- | ------ |
| 第1回  | 7号    | -    | 登場作品なし                           | [ 7 ]  |
| 第2回  | 8号    | -    | アンケートはがきの不備により実施できず | [ 8 ]  |
| 第3回  | 9号    | -    | 登場作品なし                           | [ 9 ]  |
| 第4回  | 10号   | -    | 登場作品なし                           | [ 10 ] |
| 第5回  | 11号   | -    | 登場作品なし                           | [ 11 ] |
| 第6回  | 12号   | -    | 登場作品なし                           | [ 12 ] |
| 第7回  | 13号   | -    | 登場作品なし                           | [ 13 ] |
| 第8回  | 14号   | -    | 登場作品なし                           | [ 14 ] |
| 第9回  | 15号   | -    | 登場作品なし                           | [ 15 ] |
| 第10回 | 16号   | -    | 登場作品なし                           | [ 16 ] |
| 第11回 | 17号   | -    |                                        | [ 17 ] |
| 第12回 | 18号   |      |                                        | [ 18 ] |
| 第12回 | 19号   |      |                                        | [ 19 ] |
| 第13回 | 20号   | 20位 | 『ふふふ的4コマ』にて登場              | [ 20 ] |
| 第14回 | 21号   | 12位 | 『SS魔導Javaゲーム』にて登場           | [ 21 ] |
| 第15回 | 22号   | 9位  | 『魔導対戦はさむんちょ』にて登場       | [ 22 ] |
| 第16回 | 23号   | 13位 | [ 注釈 4 ]                             | [ 24 ] |
| 第17回 | 24号   | 15位 |                                        | [ 25 ] |
| 第18回 | 24号   | 18位 |                                        | [ 26 ] |
| 第19回 | 25号   | 19位 |                                        | [ 27 ] |